# أوناي غوميز
أوناي غوميز غارسيا (مواليد 25 مايو 2003) هو لاعب كرة قدم إسباني محترف يلعب كلاعب خط وسط مهاجم مع نادي أتليتيك بلباو في الدوري الإسباني.

## حياة مهنية
وُلد اوناي في بيرميو، في مقاطعة بيسكاي بإقليم الباسك، وانضم إلى أكاديمية الشباب في أتلتيك بيلباو عام 2013 قادمًا من نادي بلدته بيرميو إف تي. غادر النادي في عام 2016، وقضى ثلاث سنوات مع نادي دانوك بات سي إف، قبل أن يعود إلى منشآت ليزاما في عام 2019.
تمت ترقية أوناي إلى الفريق الرديف في نادي باسكونيا في الدوري الإسباني الدرجة الخامسة في 19 يوليو 2021، وشارك لأول مرة مع الفريق الأول في 5 سبتمبر، حيث بدأ في مباراة انتهت بالتعادل 0-0 خارج أرضه ضد نادي باراكالدو سجل هدفه الأول على المستوى الأول في 21 نوفمبر، مسجلاً هدف الفوز في مباراة انتهت بفوز فريقه 1-0 على أرضه ضد نادي سانتوتشو إف سي.
تمت ترقية أوناي إلى أثلتيك بلباو ب في 10 يوليو 2022، وشارك لأول مرة مع الفريق في 28 أغسطس عندما دخل كبديل في الشوط الثاني لإيوان يورين في خسارة 2-1 على أرضه أمام نادي لا نوسيا. سجل أهدافه الأولى مع الفريق ب في 29 يناير 2023، حيث سجل هدفين في فوز 3-0 على أرضه على يونيون ديبورتيفا لوغرينييس.
في صيف عام 2023، كان أحد اللاعبين الذين تم اختيارهم للمشاركة في فترة ما قبل الموسم مع الفريق الأول، حيث كان أحد أبرز اللاعبين. بالإضافة إلى ذلك، خلال الدقائق القليلة الأولى من أول مباراة ودية له كلاعب أساسي، سجل هدفًا ضد سيلتيك. في 12 أغسطس 2023، شارك لأول مرة في الدوري الإسباني على ملعب سان ماميس في هزيمة أمام ريال مدريد. في 27 أغسطس، سجل هدفه الاحترافي الأول ليضمن الفوز 4-2 ضد ريال بيتيس. في 20 أكتوبر، جدد عقده مع أتليتيك حتى يونيو 2028. في 20 ديسمبر، سجل هدفًا برأسه بعد تصدي ألفارو فاييس، ليضمن الفوز 1-0 على لاس بالماس في الدقيقة 94.

## المسيرة الدولية
في 15 مارس 2024، تم استدعاؤه من قبل مدرب منتخب تحت 21 عامًا سانتي دينيا لمباراتين تأهيليتين لبطولة أوروبا تحت 21 عامًا ضد سلوفاكيا وبلجيكا.

### إحصائيات المهنة
آخر تحديث في 25 مايو 2025.
| النادي          | الموسم          | الدوري                         | الدوري | الدوري  | كأس الملك | كأس الملك | قاري   | قاري    | أخرى   | أخرى    | المجموع | المجموع |
| النادي          | الموسم          | القسم                          | الظهور | الأهداف | الظهور    | الأهداف   | الظهور | الأهداف | الظهور | الأهداف | الظهور  | الأهداف |
| --------------- | --------------- | ------------------------------ | ------ | ------- | --------- | --------- | ------ | ------- | ------ | ------- | ------- | ------- |
| باسكونيا        | 2021–22         | الدوري الإسباني الدرجة الخامسة | 33     | 5       | —         | —         | —      | —       | —      | —       | 33      | 5       |
| أثلتيك بلباو ب  | 2022–23 ‏        | الدوري الإسباني الدرجة الثالثة | 34     | 2       | —         | —         | —      | —       | —      | —       | 34      | 2       |
| أثلتيك بلباو ب  | 2023–24         | الدوري الإسباني الدرجة الرابعة | 1      | 0       | —         | —         | —      | —       | —      | —       | 1       | 0       |
| أثلتيك بلباو ب  | المجموع         | المجموع                        | 35     | 2       | —         | —         | —      | —       | —      | —       | 35      | 2       |
| أثلتيك بلباو    | 2023–24         | الدوري الإسباني                | 25     | 2       | 8         | 0         | —      | —       | —      | —       | 33      | 2       |
| أثلتيك بلباو    | 2024–25         | لا ليغا                        | 32     | 1       | 1         | 0         | 13     | 1       | 1      | 0       | 47      | 2       |
| أثلتيك بلباو    | المجموع         | المجموع                        | 57     | 3       | 9         | 0         | 13     | 1       | 1      | 0       | 80      | 4       |
| المجموع الوظيفي | المجموع الوظيفي | المجموع الوظيفي                | 125    | 10      | 9         | 0         | 13     | 1       | 1      | 0       | 148     | 11      |

ملاحظة
1. ↑  المشاركة في الدوري الأوروبي
2. ↑  المشاركة في كأس السوبر الإسباني

### الأوسمة
أتليتيك بلباو
كأس الملك : 2023–24